# Dulházy Mihály
Dulházy Mihály (Kassa, 1786. február 2. – Kassa, 1856. november 10.) titoknok, városbíró, műfordító, lapszerkesztő.

## Élete
Dulházy István és Keresztúri Zsuzsánna fia, gróf Dessewffy József titoknoka volt. Az 1850-es években városbíró Kassán, neje Fekete Mária volt, akivel 1812-ben házasodott össze, és aki 1856. április 5. hunyt el Kassán). Könyvtárát, mely magyar, német és latin egyházi, szépirodalmi, szinészeti, történelmi művekből, a F. M. Minerva s a Tudományos Gyűjtemény köteteiből, összesen 559 darabból állott és 50 frt 30 krra becsültetett, végrendeletében Ferenczy József, Mihók Mihály és Demeczky Ferenc barátaira hagyta szabad választásra.

## Munkái
Élet példázó regék és lélekesmertető ábrázolatok. A nevezetesebb irók munkáiból ford. Kassa, 1821. (Haszonnal mulattató Könyvtár III. k. R. Halászi József és Molnár Andrással együtt.)
A Szépliteraturai Ajándékban (1821–22.) három kisebb cikke van. A Felső-magyarországi Minerva c. gróf Dessewffy Józseftől Kassán alapított évnegyedes folyóiratnak 1825. januártól 1836. decemberig szerkesztője volt; ebben következő cikkei jelentek meg: 1825. Királyi herczeg Károly esztergomi érsek és primás élete, Pannonia fekvése, határai, neveztesebb folyói, tavai, hegyei, helyei és lakosai a hunnok (kunok) beütését legközelebbről megelőző időben, Bocatius János kassai polgármester és hires poéta élete, Sándor Leopold a nádor és Birkenstock Menyhárt, F. W. Jankovich Miklós véleménye Várhelytt Erdélyben 1823. felfedezett hajdani kőpalotákról, Gróf Dessewffy Józsefhez irt levél a magyar nyelv ügyében; 1827. Fenesi nemzetség régi levelei a XVII. századból, Észrevételek Schwáb szüretelő vagy a mustot elválasztó műszeréről, Egy két szó általában minden magyarországi szőllőbirtokosokhoz.
Levele gr. Dessewffy Józsefhez, aug. 20. 1840. (melyben irja, hogy a F. M. O. Minervához lajstromot készít, Irodalomtörténeti Közlemények, 1891.
Kéziratai: Abaujvármegye statistikai táblája, Kassa 1819; Jegyzetei Kohári István fűzfaversei egy-két töredékéhez; D. M. és F. M. Minervában dolgozó irók betűrendben. Nevezetességek, Szajka.